# Edme Piot
Edme Piot est un homme politique français né le 6 juillet 1828 à Montbard (Côte-d'Or) et décédé le 4 novembre 1909 à Saint-Mandé (Val-de-Marne).
Autodidacte, il commence comme ouvrier sur les chantiers de terrassement, avant de monter son entreprise de travaux publics, qui travaille essentiellement pour les compagnies de chemin de fer, le génie militaire, et les grands chantiers parisiens. En 1871, il est conseiller général du canton de Montbard, et sénateur de la Côte-d'Or de 1897 à 1909, inscrit au groupe de la Gauche démocratique. Il se préoccupe surtout de démographie en tentant d'apporter une réflexion concernant la dépopulation de la France de son époque.

## Écrits
- La Question de la dépopulation en France, 1900
- La Dépopulation, enquête personnelle, 1902